# Aeroportul El Charco
Aeroportul El Charco (IATA: ECR, ICAO: SKEH) este un aeroport din Nariño, Columbia ce deservește zona El Charco⁠(d). Aeroportul a fost tranzitat în 2021 de 278 de pasageri. A fost numit după zona deservită.
Situat la o altitudine de 16 m, aeroportul dispune de 1 pistă.

## Infrastructură

### Piste
Aeroportul dispune de o singură pistă. Pista 16/34 are suprafața de asfalt și dimensiunile 900 m × 12 m. 